# Nationaldivisioun (2024/2025)
Nationaldivisioun 2024/2025 (oficjalnie znana jako BGL Ligue ze względów sponsorskich) – 111. edycja najwyższej klasy rozgrywkowej w Luksemburgu.
Brało w niej udział 16 drużyn, które w okresie od 3 sierpnia 2024 do 25 maja 2025 rozegrały 30 kolejek meczów. Sezon zakończyły baraże o miejsce w przyszłym sezonie w Nationaldivisioun. Differdange 03 zdobył drugi tytuł z rzędu i w swojej historii.

## Drużyny
| Uczestnicy poprzedniej edycji | Uczestnicy poprzedniej edycji | Uczestnicy poprzedniej edycji | Uczestnicy poprzedniej edycji |
| --- | ----------------------------- | ----------------------------- | ----------------------------- |
| DIF | FC Differdange 03             | Differdange                   | 1                             |
| SWI | Swift Hesperange              | Hesperange                    | 2                             |
| DUD | F91 Dudelange                 | Dudelange                     | 3                             |
| PRO | Progrès Niedercorn            | Niederkorn                    | 4                             |
| JES | Jeunesse Esch                 | Esch-sur-Alzette              | 5                             |
| UNA | UNA Strassen                  | Strassen                      | 6                             |
| VIC | Victoria Rosport              | Rosport                       | 7                             |
| UTP | Union Titus Pétange           | Pétange                       | 8                             |
| MON | US Mondorf-les-Bains          | Mondorf-les-Bains             | 9                             |
| RAC | Racing FC                     | Luksemburg                    | 10                            |
| WIL | FC Wiltz 71                   | Wiltz                         | 11                            |
| MON | FC Mondercange                | Mondercange                   | 12                            |
| po barażach |                               |                               |                               |
| FOL | Fola Esch                     | Esch-sur-Alzette              | 14                            |
| Awans z Éierepromotioun |                               |                               |                               |
| BET | SC Bettembourg                | Bettembourg                   | 1                             |
| ROD | FC Rodange 91                 | Rodange                       | 2                             |
| po barażach |                               |                               |                               |
| HOS | US Hostert                    | Hostert                       | 4                             |
| Oznaczenia: - kolumna pierwsza – skróty nazw drużyn, - kolumna trzecia – siedziba klubu, - kolumna czwarta – miejsce zajęte w poprzednim sezonie. |                               |                               |                               |

## Tabela
| Lp. | Drużyna               | M  | Z  | R  | P  | B+ | B– | +/– | Pkt | Kwalifikacja lub spadek                         |
| --- | --------------------- | -- | -- | -- | -- | -- | -- | --- | --- | ----------------------------------------------- |
| 1   | Differdange 03 (M, P) | 30 | 25 | 3  | 2  | 69 | 7  | +62 | 78  | Liga Mistrzów UEFA • I runda kwalifikacyjna     |
| 2   | UNA Strassen          | 30 | 18 | 6  | 6  | 62 | 23 | +39 | 60  | Liga Konferencji UEFA • II runda kwalifikacyjna |
| 3   | F91 Dudelange         | 30 | 17 | 6  | 7  | 67 | 34 | +33 | 57  | Liga Konferencji UEFA • I runda kwalifikacyjna  |
| 4   | Racing FC             | 30 | 17 | 6  | 7  | 50 | 22 | +28 | 57  | Liga Konferencji UEFA • I runda kwalifikacyjna  |
| 5   | Progrès Niedercorn    | 30 | 16 | 7  | 7  | 54 | 30 | +24 | 55  |                                                 |
| 6   | Swift Hesperange      | 30 | 16 | 6  | 8  | 56 | 34 | +22 | 54  |                                                 |
| 7   | US Mondorf-les-Bains  | 30 | 16 | 5  | 9  | 53 | 39 | +14 | 53  |                                                 |
| 8   | Jeunesse Esch         | 30 | 11 | 9  | 10 | 41 | 48 | −7  | 42  |                                                 |
| 9   | Union Titus Pétange   | 30 | 11 | 8  | 11 | 41 | 32 | +9  | 41  |                                                 |
| 10  | Hostert               | 30 | 11 | 5  | 14 | 50 | 69 | −19 | 38  |                                                 |
| 11  | Victoria Rosport      | 30 | 8  | 10 | 12 | 29 | 45 | −16 | 34  |                                                 |
| 12  | Rodange 91            | 30 | 7  | 8  | 15 | 40 | 62 | −22 | 29  |                                                 |
| 13  | Wiltz (B, S)          | 30 | 8  | 5  | 17 | 37 | 61 | −24 | 29  | Baraż o Nationaldivisioun                       |
| 14  | Bettembourg (B, S)    | 30 | 7  | 2  | 21 | 29 | 59 | −30 | 23  | Baraż o Nationaldivisioun                       |
| 15  | Fola Esch (S)         | 30 | 4  | 1  | 25 | 18 | 78 | −60 | 13  | Spadek do Éierepromotioun                       |
| 16  | Mondercange (S)       | 30 | 3  | 3  | 24 | 21 | 74 | −53 | 12  | Spadek do Éierepromotioun                       |

## Wyniki
| Gospodarz \ Gość     | BET | DIF | DUD | FOL | HOS | JEU | MND | MON | PRO | RAC | ROD | SWI | UNA | UTP | VIC | WIL |
| -------------------- | --- | --- | --- | --- | --- | --- | --- | --- | --- | --- | --- | --- | --- | --- | --- | --- |
| Wiltz                |     | 0–3 | 0–3 | 2–0 | 2–4 | 1–2 | 2–1 | 1–2 | 1–3 | 0–0 | 1–2 | 3–0 | 0–4 | 1–3 | 1–2 | 0–1 |
| Differdange 03       | 1–0 |     | 3–0 | 4–0 | 4–0 | 1–0 | 4–0 | 3–0 | 1–0 | 1–1 | 0–0 | 0–0 | 2–0 | 2–0 | 3–0 | 4–1 |
| F91 Dudelange        | 5–0 | 0–1 |     | 6–1 | 3–0 | 1–1 | 2–3 | 3–0 | 1–0 | 2–4 | 3–2 | 4–3 | 1–3 | 1–1 | 3–0 | 3–1 |
| Fola Esch            | 0–2 | 0–5 | 0–2 |     | 0–4 | 0–1 | 1–0 | 0–4 | 0–2 | 0–3 | 1–5 | 0–3 | 0–1 | 0–0 | 1–4 | 1–0 |
| Hostert              | 1–3 | 1–3 | 1–1 | 2–1 |     | 0–0 | 2–1 | 2–1 | 1–3 | 1–0 | 4–3 | 1–5 | 2–2 | 1–8 | 1–4 | 3–4 |
| Jeunesse Esch        | 5–1 | 0–2 | 2–0 | 4–2 | 0–3 |     | 3–0 | 1–1 | 3–1 | 2–1 | 3–2 | 3–3 | 3–2 | 0–0 | 1–1 | 1–1 |
| Mondercange          | 0–2 | 1–2 | 0–2 | 0–1 | 2–4 | 1–0 |     | 1–2 | 0–2 | 0–4 | 0–2 | 1–2 | 1–1 | 0–2 | 1–1 | 0–3 |
| US Mondorf-les-Bains | 2–1 | 0–4 | 2–2 | 2–0 | 3–1 | 4–1 | 0–2 |     | 2–1 | 0–1 | 1–1 | 4–0 | 1–1 | 1–0 | 2–3 | 3–2 |
| Progrès Niedercorn   | 1–0 | 0–2 | 2–1 | 5–2 | 3–2 | 3–0 | 7–2 | 1–1 |     | 1–1 | 5–1 | 1–1 | 1–0 | 0–1 | 2–1 | 3–1 |
| Racing FC            | 1–0 | 1–0 | 1–1 | 2–1 | 4–1 | 2–0 | 5–2 | 3–0 | 1–3 |     | 2–0 | 3–1 | 0–1 | 2–1 | 2–0 | 3–0 |
| Rodange 91           | 1–2 | 1–5 | 1–3 | 3–1 | 1–1 | 2–0 | 3–2 | 1–5 | 1–1 | 1–1 |     | 0–2 | 2–2 | 0–0 | 0–0 | 4–2 |
| Swift Hesperange     | 1–0 | 0–2 | 0–4 | 2–0 | 3–0 | 5–1 | 0–0 | 0–3 | 1–0 | 1–0 | 4–0 |     | 1–2 | 4–0 | 5–0 | 3–1 |
| UNA Strassen         | 3–0 | 1–0 | 0–1 | 3–0 | 2–1 | 5–0 | 5–0 | 1–3 | 1–1 | 0–0 | 4–0 | 0–2 |     | 4–0 | 4–1 | 3–0 |
| Union Titus Pétange  | 4–0 | 0–1 | 2–2 | 2–4 | 0–2 | 0–0 | 6–0 | 1–2 | 0–0 | 1–0 | 3–0 | 0–3 | 0–1 |     | 0–0 | 1–0 |
| Victoria Rosport     | 1–1 | 0–2 | 0–3 | 1–0 | 1–2 | 1–1 | 2–0 | 1–0 | 0–0 | 0–2 | 1–0 | 1–1 | 0–3 | 1–2 |     | 1–1 |
| Wiltz                | 3–2 | 0–4 | 0–4 | 4–1 | 2–2 | 2–3 | 2–0 | 0–2 | 1–2 | 1–0 | 3–1 | 0–0 | 0–3 | 0–3 | 1–1 |     |

1. ↑  Mecz 14. kolejki (1.12) między Swift Hesperange a US Mondorf-les-Bains nie odbył się. Zespół Swift Hesperange nie wyszedł na boisko z powodu niezapłaconych wynagrodzeń, FLF przyznała Mondorfowi zwycięstwo 3–0 walkowerem[4].

## Baraż o Nationaldivisioun
Bissen trzecia drużyna Éierepromotioun wygrała 1-0 z Bettembourg miejsce w Nationaldivisioun na sezon 2025/2026.
| 29 maja 2025 | Bettembourg | 0:1   | Bissen       |                                                                 |
| 19:00 CEST   |             | (0:0) | 59' Fine Bop | Stade Um Dribbel, Bascharage Widzów: 2562 Sędzia: Jeremy Muller |

Jeunesse Canach czwarta drużyna Éierepromotioun wygrała w karnych z Wiltz miejsce w Nationaldivisioun na sezon 2025/2026.
| 1 czerwca 2025 | Wiltz                                                                             | 1:1 (pd. k. 4:5)        | Jeunesse Canach                                                         |                                                                |
| 19:00 CEST     | Yohan Mannone 90+2'                                                               | (0:0. 1:1, 1:1, k. 4:5) | 89' Admir Desevic                                                       | Stade Am Deich, Ettelbruck Widzów: 2570 Sędzia: Jasmin Sabotic |
| 19:00 CEST     | · Yohan Mannone · Christophe Schroede · Gustavo · Benjamin Romeyns · Nawfel Saidi | Rzuty karne             | · Nelsinho · Pierre Laborie · Tun Rauen · Filipe Aguiar · Admir Desevic | Stade Am Deich, Ettelbruck Widzów: 2570 Sędzia: Jasmin Sabotic |

## Najlepsi strzelcy
| Bramki | Strzelcy                              | Drużyna             |
| ------ | ------------------------------------- | ------------------- |
| 22     | Yann Mabella                          | Racing FC           |
| 22     | Matheus Nogueira Albuquerque de Souza | UNA Strassen        |
| 19     | Samir Hadji                           | F91 Dudelange       |
| 18     | Junior Burban                         | Progrès Niedercorn  |
| 18     | Dominik Stolz                         | Swift Hesperange    |
| 17     | Kenan Avdusinovic                     | Hostert             |
| 14     | Sylvain Atieda                        | Rodange 91          |
| 14     | Guillaume Trani                       | Differdange 03      |
| 13     | Valentin Fuss                         | Union Titus Pétange |
| 12     | Zachary Hadji                         | UNA Strassen        |
| 12     | Benjamin Romeyns                      | Wiltz               |

Źródło: .

## Stadiony
| Bettembourg                    |
| ------------------------------ |
| Stade Municipal de Bettembourg |
| Pojemność: 2 000               |
|                                |

| Differdange 03                             |
| ------------------------------------------ |
| Stade Municipal de la Ville de Differdange |
| Pojemność: 3 500                           |
|                                            |

| F91 Dudelange     |
| ----------------- |
| Stade Jos Nosbaum |
| Pojemność: 2 558  |
|                   |

| Fola Esch            |
| -------------------- |
| Stade Émile Mayrisch |
| Pojemność: 3 826     |
|                      |

| Hostert          |
| ---------------- |
| Stade Jos Becker |
| Pojemność: 1 500 |
|                  |

| Jeunesse Esch         |
| --------------------- |
| Stade de la Frontière |
| Pojemność: 5 400      |
|                       |

| Mondercange                   |
| ----------------------------- |
| Stade Communal de Mondercange |
| Pojemność: 3 300              |
|                               |

| Mondorf-les-Bains |
| ----------------- |
| Stade John Grün   |
| Pojemność: 3 600  |
|                   |

| Progrès Niedercorn |
| ------------------ |
| Stade Jos Haupert  |
| Pojemność: 2 800   |
|                    |

| Racing FC              |
| ---------------------- |
| Stade Achille Hammerel |
| Pojemność: 5 814       |
|                        |

| Rodange 91              |
| ----------------------- |
| Stade Joseph Philippart |
| Pojemność: 3 400        |
|                         |

| Swift Hesperange     |
| -------------------- |
| Stade Alphonse Theis |
| Pojemność: 4 000     |
|                      |

| UNA Strassen                |
| --------------------------- |
| Complexe Sportif Jean Wirtz |
| Pojemność: 2 000            |
|                             |

| Union Titus Pétange        |
| -------------------------- |
| Stade Municipal de Pétange |
| Pojemność: 2 400           |
|                            |

| Victoria Rosport |
| ---------------- |
| Party-Rent-Arena |
| Pojemność: 1 500 |
|                  |

| Wiltz            |
| ---------------- |
| Stade Am Pëtz    |
| Pojemność: 2 200 |
|                  |

Źródło: 